# 彭智勇 (1963年2月)
彭智勇（1963年2月3日—），男，重庆大足人，中华人民共和国政治人物。

## 生平
1988年，毕业于西南师范学院数学系，获理学学士学位，后任教于重庆巴蜀中学。1994年11月，担任重庆巴蜀中学常务副校长。2006年，担任重庆市教育委员会主任。2010年，担任中共重庆市九龙坡区委书记、重庆市教育委员会主任。2013年1月，因重庆官场不雅照事件，被中共重庆市委免除九龙坡区委书记职务。